# Liste der denkmalgeschützten Objekte in Inzersdorf-Getzersdorf
Die Liste der denkmalgeschützten Objekte in Inzersdorf-Getzersdorf enthält die 29 denkmalgeschützten, unbeweglichen Objekte der Gemeinde Inzersdorf-Getzersdorf.

## Denkmäler
| Foto |                 | Denkmal                                                                                          | Standort                                                           | Beschreibung | Metadaten |
| ---- | --------------- | ------------------------------------------------------------------------------------------------ | ------------------------------------------------------------------ | --- | --- |
| ja   | Datei hochladen | Bildstock, Rampelkreuz HERIS-ID: 32205 Objekt-ID: 29272                                          | Standort KG: Anzenberg                                             | Der Pfeilerbildstock hat einen Nischenaufsatz mit Bildern, unter anderem Maria mit Kind und die französische Ordensfrau Margareta Maria Alacoque. Errichtet wurde er im 16. Jahrhundert. | BDA-Hist.: Q37946792 Status: § 2a Stand der BDA-Liste: 2025-06-30 Name: Bildstock, Rampelkreuz GstNr.: 220 |
| ja   | Datei hochladen | Bildstock, Dammböckkreuz HERIS-ID: 32206 Objekt-ID: 29274                                        | Standort KG: Anzenberg                                             | Das Dammböckkreuz ist ein Tabernakelbildstock mit abgefastem Schaft aus dem frühen 16. Jahrhundert. | BDA-Hist.: Q37946802 Status: § 2a Stand der BDA-Liste: 2025-06-30 Name: Bildstock, Dammböckkreuz GstNr.: 185 Dammböckkreuz, Anzenberg |
| ja   | Datei hochladen | Ehem. Pfarrhof, Wirtschaftsgebäude und Pavillon HERIS-ID: 32194 Objekt-ID: 29261                 | Weinbergstraße 6 Standort KG: Getzersdorf                          | | BDA-Hist.: Q37946692 Status: § 2a Stand der BDA-Liste: 2025-06-30 Name: Ehem. Pfarrhof, Wirtschaftsgebäude und Pavillon GstNr.: .44/1, 62/1 |
| ja   | Datei hochladen | Gräberfeld der Hallstattkultur Getzersdorf HERIS-ID: 33909 Objekt-ID: 31705seit 2017             | Getzersdorf Standort KG: Getzersdorf                               | Östlich von Getzersdorf wurde ein Gräberfeld der Hallstattkultur dokumentiert. | BDA-Hist.: Q37954859 Status: Bescheid Stand der BDA-Liste: 2025-06-30 Name: Gräberfeld der Hallstattkultur Getzersdorf GstNr.: 1194, 1195, 1196 |
| ja   | Datei hochladen | Ehem. Marienmühle HERIS-ID: 32207 Objekt-ID: 29276                                               | Mühlenweg 1 Standort KG: Getzersdorf                               | → Hauptartikel : Marienmühle f1 | BDA-Hist.: Q37946814 Status: § 2a Stand der BDA-Liste: 2025-06-30 Name: Ehem. Marienmühle GstNr.: .67, 802 Marienmühle, Getzersdorf |
| ja   | Datei hochladen | Fundzone Obersteinfeld HERIS-ID: 112201 Objekt-ID: 130273                                        | Obersteinfeld Standort KG: Getzersdorf                             | Archäologische Fundstätte | BDA-Hist.: Q37829474 Status: Bescheid Stand der BDA-Liste: 2025-06-30 Name: Fundzone Obersteinfeld GstNr.: 636, 637, 638, 639, 640 |
| ja   | Datei hochladen | Fundzone Unter Schalling Weg HERIS-ID: 112202 Objekt-ID: 130274                                  | Unter Schalling Weg Standort KG: Getzersdorf                       | Archäologische Fundstätte | BDA-Hist.: Q37829482 Status: Bescheid Stand der BDA-Liste: 2025-06-30 Name: Fundzone Unter Schalling Weg GstNr.: 1198, 1199, 1200 |
| ja   | Datei hochladen | Fundzone Untersteinfeld HERIS-ID: 112203 Objekt-ID: 130275                                       | Untersteinfeld Standort KG: Getzersdorf                            | Archäologische Fundstätte | BDA-Hist.: Q37829492 Status: Bescheid Stand der BDA-Liste: 2025-06-30 Name: Fundzone Untersteinfeld GstNr.: 834, 835/1, 835/2, 837, 839, 840, 841/1, 841/2, 841/3, 841/4, 841/5, 100/1, 101/2, 102, 103, 104/1, 108/1, 114, 115, 116/1, 116/2, 117/4, 1217/1 |
| ja   | Datei hochladen | Bildstock, Halterkreuz HERIS-ID: 32195 Objekt-ID: 29262                                          | Standort KG: Getzersdorf                                           | Das Halterkreuz ist ein Pfeilerbildstock des späten 17. Jahrhunderts mit kräftigem Rundschaft, Nischenaufsatz und Satteldach. | BDA-Hist.: Q37946703 Status: § 2a Stand der BDA-Liste: 2025-06-30 Name: Bildstock, Halterkreuz GstNr.: 1193 Halterkreuz, Getzersdorf |
| ja   | Datei hochladen | Kath. Pfarrkirche hl. Michael HERIS-ID: 32196 Objekt-ID: 29263                                   | Hauptstraße 3, gegenüber Standort KG: Getzersdorf                  | Der schlichte spätbarocke Bau nach 1750 mit einer Westturmfassade hat einen im Kern wohl gotischen Chor. | BDA-Hist.: Q24040585 Status: § 2a Stand der BDA-Liste: 2025-06-30 Name: Kath. Pfarrkirche hl. Michael GstNr.: .3 Pfarrkirche Getzersdorf |
| ja   | Datei hochladen | Kriegerdenkmal HERIS-ID: 32197 Objekt-ID: 29264                                                  | Inzersdorfer Straße 2, gegenüber Standort KG: Getzersdorf          | 1921 in Gedenken an die Gefallenen und Vermissten des Weltkrieges errichtet. | BDA-Hist.: Q37946717 Status: § 2a Stand der BDA-Liste: 2025-06-30 Name: Kriegerdenkmal GstNr.: .3 Kriegerdenkmal Getzersdorf |
| ja   | Datei hochladen | Fundstelle, urzeitliche Siedlungen und Gräberfelder HERIS-ID: 112874 Objekt-ID: 131099seit 2017  | Standort KG: Getzersdorf                                           | Archäologische Fundstätte Anmerkung: etwa 800 × 350 m großes Areal | BDA-Hist.: Q37832472 Status: Bescheid Stand der BDA-Liste: 2025-06-30 Name: Fundstelle, urzeitliche Siedlungen und Gräberfelder GstNr.: 1200, 1198, 1203, 1206, 1214, 1207, 1211, 1201, 1197, 1199, 1205, 1213, 1204, 1209, 1210/2, 1202, 1208, 1212, 1210/1 |
| ja   | Datei hochladen | Gemeindeamt und Heimatmuseum HERIS-ID: 32201 Objekt-ID: 29268                                    | Dorfstraße 20 Standort KG: Inzersdorf an der Traisen               | | BDA-Hist.: Q37946754 Status: § 2a Stand der BDA-Liste: 2025-06-30 Name: Gemeindeamt und Heimatmuseum GstNr.: 1650 |
| ja   | Datei hochladen | Gutshof/Meierhof HERIS-ID: 14387 Objekt-ID: 10621                                                | Dorfstraße 36 Standort KG: Inzersdorf an der Traisen               | Der stattliche ein- bis zweigeschoßige, in der Substanz ins frühe 16. Jahrhundert zurückreichende Bau war wohl ehemals herrschaftlich. An der Straßenfassade des Wohntraktes befindet sich ein zweiachsiger, von Konsolen getragener Flacherker mit spätgotischem Fenstergewände (Spionfenster), in der Durchfahrt ein Kreuzgratgewölbe auf Wandpfeilern. | BDA-Hist.: Q37755239 Status: Bescheid Stand der BDA-Liste: 2025-06-30 Name: Gutshof/Meierhof GstNr.: 1631 |
| ja   | Datei hochladen | Friedhof HERIS-ID: 32200 Objekt-ID: 29267                                                        | Dorfstraße 53, bei Standort KG: Inzersdorf an der Traisen          | Der Friedhof liegt dort, wo sich einst die Pfarrkirche der bis 1784 selbständigen Pfarre Oberinzersdorf befand. Nach der Vereinigung von Ober- und Unterinzersdorf zur Pfarre Inzersdorf ob der Traisen wurde diese Kirche abgetragen und ihr Presbyterium als Friedhofskapelle adaptiert. | BDA-Hist.: Q37946744 Status: § 2a Stand der BDA-Liste: 2025-06-30 Name: Friedhof mit Friedhofskapelle GstNr.: .96, 1605 Friedhof Inzersdorf an der Traisen                                                                                                   |
| ja   | Datei hochladen | Grabdenkmäler Falkenhayn und Colloredo-Wallsee samt Einfriedung HERIS-ID: 81535 Objekt-ID: 95313 | Standort KG: Inzersdorf an der Traisen                             | Grabdenkmäler von Franz de Paula von Colloredo-Wallsee und Franz von Falkenhayn am Friedhof Inzersdorf an der Traisen | BDA-Hist.: Q38175998 Status: § 2a Stand der BDA-Liste: 2025-06-30 Name: Grabdenkmäler Falkenhayn und Colloredo-Wallsee samt Einfriedung GstNr.: 1605 Friedhof Inzersdorf an der Traisen                                                                      |
| ja   | Datei hochladen | Fundzone beim Johanneskreuz HERIS-ID: 32193 Objekt-ID: 29260                                     | Griesfeld Standort KG: Inzersdorf an der Traisen                   | Der südliche Teil der Fundzone beim Johanneskreuz liegt in der Katastralgemeinde Inzersdorf an der Traisen, der nördliche Teil hingegen in der Katastralgemeinde Walpersdorf (siehe dort). | BDA-Hist.: Q37946682 Status: Bescheid Stand der BDA-Liste: 2025-06-30 Name: Fundzone beim Johanneskreuz GstNr.: 1805, 1806, 1807, 1808, 1809, 1810, 1811, 1812, 1813, 1814, 1818, 1819, 1820/1, 1820/2, 1821, 1822, 1823, 1824                               |
| ja   | Datei hochladen | Pfarrhof, Wirtschaftsgebäude HERIS-ID: 32199 Objekt-ID: 29266                                    | Kirchenweg 2 Standort KG: Inzersdorf an der Traisen                | Die zweigeschoßige, dreiflügelige Pfarrhof- und Wirtschaftsanlage ist im Kern teilweise wohl aus der frühen Neuzeit. Die kirchenseitige Hauptfassade aus dem 3. Drittel des 18. Jahrhunderts zeigt flache Putzrahmengliederung und Plattenparapete, sowie ein Korbbogenportal mit originalen Torflügeln und drei kleinteilige Fensterkörbe mit Rosettenbekrönung. | BDA-Hist.: Q37946734 Status: § 2a Stand der BDA-Liste: 2025-06-30 Name: Pfarrhof, Wirtschaftsgebäude GstNr.: .73 Pfarrhof Inzersdorf |
| ja   | Datei hochladen | Bildstock, Pestkreuz HERIS-ID: 32210 Objekt-ID: 29279                                            | Walpersdorfer Straße 4, bei Standort KG: Inzersdorf an der Traisen | Ein Pfeilerbildstock aus dem Jahr 1680 mit Blechbildern und schmiedeeiserner Spindelrose. | BDA-Hist.: Q37946836 Status: § 2a Stand der BDA-Liste: 2025-06-30 Name: Bildstock, Pestkreuz GstNr.: 1700 Pestkreuz Inzersdorf an der Traisen |
| ja   | Datei hochladen | Gräberfeld Kinberg HERIS-ID: 34141 Objekt-ID: 32104                                              | Kinberg Standort KG: Inzersdorf an der Traisen                     | | BDA-Hist.: Q37956466 Status: Bescheid Stand der BDA-Liste: 2025-06-30 Name: Gräberfeld Kinberg GstNr.: 1510/2 |
| ja   | Datei hochladen | Kriegerdenkmal HERIS-ID: 32208 Objekt-ID: 29277                                                  | Dorfstraße 15, gegenüber Standort KG: Inzersdorf an der Traisen    | Das Relief Soldat in einer rustizierten monumentalen Pfeilerädikula stammt aus dem Jahre 1921. | BDA-Hist.: Q37946825 Status: § 2a Stand der BDA-Liste: 2025-06-30 Name: Kriegerdenkmal GstNr.: 1695/3 Kriegerdenkmal, Inzersdorf ob der Traisen |
| ja   | Datei hochladen | Bildstock, Türkenkreuz HERIS-ID: 32202 Objekt-ID: 29269                                          | Standort KG: Inzersdorf an der Traisen                             | Der Bildstock ist mit „MW 1687“ bezeichnet. Auf einer Tafel aus jüngerer Zeit ist zwischen den Jahreszahlen 1683 und 1983 zu lesen: „Errichtet von Menschen, die den Türken entkamen. Renoviert zum Gedenken in Ewigkeit Amen“. | BDA-Hist.: Q37946764 Status: § 2a Stand der BDA-Liste: 2025-06-30 Name: Bildstock, Türkenkreuz GstNr.: 1703 |
| ja   | Datei hochladen | Flur-/Wegkapelle, Schmiedkreuz HERIS-ID: 32203 Objekt-ID: 29270                                  | Standort KG: Inzersdorf an der Traisen                             | Ein Breitpfeilerbildstock mit Nischen; um 1800. | BDA-Hist.: Q37946785 Status: § 2a Stand der BDA-Liste: 2025-06-30 Name: Flur-/Wegkapelle, Schmiedkreuz GstNr.: 1756 |
| ja   | Datei hochladen | Kath. Pfarrkirche hl. Petrus und Kirchhof HERIS-ID: 32198 Objekt-ID: 29265                       | Kirchenweg 2, neben Standort KG: Inzersdorf an der Traisen         | Die auf den Apostel Petrus geweihte Pfarrkirche wurde 1741 bis 1742 unter Beibehaltung des Turmes an Stelle eines mittelalterlichen Vorgängerbaus errichtet. Sie verfügt über ein einschiffiges und dreijochiges Langhaus sowie über einen einjochigen Chor, der innen halbkreisförmig, außen aber polygonal geschlossen ist. Der Altarraum ist mit illusionistischer Scheinarchitekturmalerei in spätbarockem Stil ausgestattet. | BDA-Hist.: Q37946726 Status: § 2a Stand der BDA-Liste: 2025-06-30 Name: Kath. Pfarrkirche hl. Petrus und Kirchhof GstNr.: 1566, .74 Pfarrkirche Inzersdorf ob der Traisen                                                                                    |
| ja   | Datei hochladen | Fundzone beim Johanneskreuz HERIS-ID: 112250 Objekt-ID: 130324                                   | Fasengartenfeld Standort KG: Walpersdorf                           | Westlich der Landesstraße 113 wurden 1981 durch luftbildarchäologische Methoden Hinweise auf ein Gräberfeld gefunden. Auf einem 15.000 m² großen Areal fanden 1997 Ausgrabungen statt. Unter den 125 dokumentierten Objekten befinden sich ein urnenfelderzeitliches Brandgrab, neun Körper- und acht Brandgräber aus der Eisenzeit und zahlreiche Pfostengruben mit senkrecht stehenden Sandsteinen. Der bedeutsamste Teil der Fundzone, ein für seine Zeit überaus großer Bestattungsplatz, wird der späten Hallstattzeit und der frühen Latènezeit (500–300 v. Chr.) zugeordnet. Es fanden sich zahlreiche Grabbeigaben, darunter Tongefäße, Schmuck und Waffen aus Eisen und Bronze. Anmerkung: Der südliche Teil der Fundzone beim Johanneskreuz liegt in der Katastralgemeinde Inzersdorf an der Traisen, der nördliche Teil hingegen in der Katastralgemeinde Walpersdorf. | BDA-Hist.: Q37830000 Status: Bescheid Stand der BDA-Liste: 2025-06-30 Name: Fundzone beim Johanneskreuz GstNr.: 965, 966, 967, 968, 971, 972, 973, 974, 975, 976, 977, 978, 979, 980, 981, 982/1, 982/2, 983, 984, 985                                       |
| ja   | Datei hochladen | Anlage Schloss Walpersdorf HERIS-ID: 32215 Objekt-ID: 29284                                      | Schlossstraße 2 Standort KG: Walpersdorf                           | In Walpersdorf befindet sich ein mehrflügeliges Renaissanceschloss des 16./17. Jahrhunderts, das als „eines der interessantesten Schlösser Niederösterreichs“ gilt. | BDA-Hist.: Q2243966 Status: Bescheid Stand der BDA-Liste: 2025-06-30 Name: Anlage Schloss Walpersdorf GstNr.: 934, 936, 937, 1003/1, 1003/4, 1005, 1006, 1, 2, .3, 52, 905, 1004, 1003/3, 1007 Schloss Walpersdorf                                           |
| ja   | Datei hochladen | Zwei straßenübergreifende Portale HERIS-ID: 82202 Objekt-ID: 96016                               | Schlossstraße 2 (SO-Turm), in der Nähe Standort KG: Walpersdorf    | Zwei rundbogige Durchfahrten in der zinnenbekrönten Portalmauer des Meierhofs, Ende des 16. Jahrhunderts. | BDA-Hist.: Q38177881 Status: § 2a Stand der BDA-Liste: 2025-06-30 Name: Zwei straßenübergreifende Portale GstNr.: 906/3 Schloss Walpersdorf |
| ja   | Datei hochladen | Bildstock, Annakreuz HERIS-ID: 32211 Objekt-ID: 29280                                            | Annaweg 4, neben Standort KG: Walpersdorf                          | Wuchtiger Pfeilerbildstock mit Nischenaufsatz und Schmiedeeisenkreuz am östlichen Ortsrand, 1868. | BDA-Hist.: Q37946857 Status: § 2a Stand der BDA-Liste: 2025-06-30 Name: Bildstock, Annakreuz GstNr.: 944 Annakreuz, Walpersdorf |
| ja   | Datei hochladen | Figurenbildstock hl. Johannes Nepomuk HERIS-ID: 60887 Objekt-ID: 73270                           | Standort KG: Walpersdorf                                           | Statue des hl. Johannes Nepomuk auf gebauchtem Postament aus der Mitte des 18. Jahrhunderts. | BDA-Hist.: Q38093518 Status: § 2a Stand der BDA-Liste: 2025-06-30 Name: Figurenbildstock hl. Johannes Nepomuk GstNr.: 969 |